# سبدنشین ابری
سبدنشین ابری (نام علمی: Cisticola textrix) نام یک گونه از سرده سبدنشین است.